# Чернівецьке вище професійне художнє училище № 5
Вище професійне художнє училище № 5 м. Чернівці — художнє училище, яке здійснює підготовку кваліфікованих робітників з числа випускників 9-11 класів з терміном навчання 1,5-4 роки. Основні спеціальності яких навчає училище це – живописець (1,5 роки), столяр (1,5 роки), реставратор (2 роки), маляр (2 роки), дизайнер-інтерʼєр (2 роки)

## Історична довідка
Свою історію училище веде від художньо-ремісничого училища № 5, відкриття якого у Чернівцях у грудні 1944 року було зумовлене гострою потребою народного господарства у висококваліфікованих робітниках для відновлення зруйнованих війною міст і сіл держави.
Саме тому училище вело підготовку спеціалістів з художньої кераміки, ліпників-модельників, малярів-альфрейників. Упродовж наступних років ХРУ № 5 розширює освітні пропозиції, започатковуючи підготовку фахівців з різьби по дереву та столярів-червонодеревців
Важливу роль у становленні училища як мистецького навчального закладу відіграли педагоги: Куров В. М. — основоположник скульптури в дереві на Буковині, Мотуляк М. Н. — впровадив у навчальний процес інтарсію, поєднував традиційну плоску різьбу з інтарсією в сюжетному та портретному зображенні, викладачі композиції Міхлін Б. І. та Снігур Б. В. започаткували школу альфрейно-живописних робіт, Явдошняк В. М. — впровадив та розвиває техніку інкрустації по дереву, зберігає гуцульський колорит орнаментування.
Перші випускники: Кирило Смірнов, Федір Буланов, Катерина Капустіна, Геня Трейлиб, Микола Ковтун, Павло Горбачов брали участь у відбудові зруйнованих війною міст Києва, Харкова, Львова, Одеси, Чернівців, в оформленні повоєнних станцій Московського, а пізніше Київського метрополітенів, реставрували Московський університет ім. М. Ломоносова, Палац культури у Варшаві, а випускник Червінський створив фонтан, який прикрашав подвір'я Верховної Ради УРСР.
У 1949 р. училище переорієнтувалося на підготовку спеціалістів для деревообробної галузі. Базовим підприємством стало об'єднання «Чернівціліс».
На той час народному господарству країни необхідні були кадри з виготовлення художніх і стильних меблів. Так, у 1949 році училище набрало перші групи столярів, які очолили майстри виробничого навчання І. І. Бружа, Д. В. Цебрій, І. К. Осипов, а пізніше продовжили їхню справу випускник училища С. В. Смандич, К. С. Попович, В. І. Капіцький, О. П. Ярошевський.
У 1962 р. училище, що мало на той час найкращу матеріальну базу і висококваліфікований педагогічний колектив, було перетворено в міське професійно-технічне училище. Тоді навчальний заклад примножив собі славу такими художніми виробами із дерева, як трибуна і стіл для зали засідань Верховної Ради УРСР, різьблені панелі для Центрального палацу культури трудових резервів у м. Москві, виготовленням трибуни для Львівського будинку офіцерів.
У 1995—1996 рр. навчальний заклад пережив реорганізацію і на базі ВПУ № 2 та СПТУ № 5 було створено Вище професійне художнє училище № 5
За свою понад 60-літню історію училище підготувало більше 10 тисяч кваліфікованих робітників та молодших спеціалістів, котрі відіграли суттєву роль у становленні меблевої галузі краю і сьогодні на цьому терені займають провідні позиції
Традиційними стали персональні виставки творчих робіт викладачів, майстрів виробничого навчання та учнів, які щорічно проводяться у виставкових залах Чернівців. І серед них особливої уваги заслуговують роботи заслуженого працівника професійно-технічної освіти Явдошняка В. М
У 1995 році училище набуло статусу вищого художнього.
Нині в училищі навчається близько 450 учнів, котрі на трьох відділеннях: деревообробному, художньому та реставраційно-будівельному здобувають робітничу кваліфікацію та кваліфікацію молодшого спеціаліста за спеціальностями «Технологія деревообробки» та «Дизайн середовища»
Училище співпрацює з питань неперервної освіти з Косівським інститутом прикладного і декоративного мистецтва, Львівською Національної Академією мистецтв та Національним лісотехнічним університетом України (м.Львів).

## Виставкова діяльність
Училище багаторазово брало активну участь у підготовці та проведенні виставок художньої творчості учнів та працівників, вироби яких експонувалися в 22 країнах світу, в тому числі: Польщі, Англії, США, Канаді, Німеччині, Франції, Японії, Фінляндії, Болгарії.
На всесвітній виставці в Брюсселі 1958 році за художню скульптуру «Плотогон з Черемоша» (вагою 120 кг) училище було нагороджено Гран-прі. Золоту медаль майстрові В.Курову вручав сам король Бельгії.

## Випускники
Випускниками училища є: Сизов В. П. — дизайнер, Лисаківський М.М. — скульптор, Горшковський Д. М. — скульптур, Мердак І. Г. — скульптур портретної та декоративної пластики в дереві (в 2007 році — висунутий на здобуття Національної премії України ім. Т.Шевченка), Криворучко О. І. — графік, Радомський І. С. — графік, Балан І. Д. — графік, Негода Б. І. — графік живописець, Пержан Ш. І. — ювелір, Катеринюк М. І. — різьблення по дереву та металу, Гушкевич Ю. П. — живописець, викладач училища, Кишлярук В. В. — підприємець, в минулому головний архітектор міста, Кордунян О. В. — кандидат технічних наук, підприємець, та багато інших.

## Умови навчання
- Статус училища:державний;
- Навчання здійснюється за контрактом та за державним замовленням;
- Формат навчання: денна форма;
- Час навчання в училищі зараховується в трудовий стаж;
- Учні забезпечуються стипендією, гуртожитком та робочим місцем після завершення навчання;
- Випускники груп ВПХУ №5 можуть продовжувати навчання у Львівському лісотехнічному університеті, Київському інституті дизайну і технології (за скороченим терміном), Львівській академії мистецтв, Косівському інституті декоративно-прикладного мистецтва та Чернівецькому національному університеті ім.Ю.Федьковича.

## Спеціальності, за якими проводиться підготовка
- вітражник;
- виконавець художньо-оформлювальних робіт;
- реставратор декоративно-художніх виробів;
- реставратор декоративних штукатурок і ліпних виробів;
- майстер художніх виробів з дерева;
- столяр;
- різьбяр по дереву та бересту;
- верстатник деревообробних верстатів.